# Мишел Платини
 Тази статия е за френския футболист Мишел Платини.  За настоящия бразилски футболист, известен със същото име, вижте Мишел Мешкита.  
Мишѐл Франсоа̀ Платинѝ (на френски: Michel François Platini, р. 1955) е френски футболист, треньор и президент на УЕФА (2007 – 2016). Той е смятан за един от най-елегантните полузащитници за своето време.
Роден е в Жоф и има италианска кръв. Започва състезателната си кариера в Нанси, а след това преминава в АС Сент Етиен, където печели шампионската титла във Франция през 1981. Закупен е през 1982 от италианския отбор Ювентус и отбелязва 68 гола в 147 мача като полузащитник. Платини помага на тима за спечелването на две титли, купата на Италия, КЕШ и КНК.
Платини е капитан на националния отбор по футбол на Франция на Европейско първенство по футбол през 1984, когато отбелязва най-много голове – 9 в 5 мача (рекорд за най-резултатен голмайстор в историята на европейските първенства), а Франция става европейски шампион. Платини е втори по броя на отбелязаните голове за националния отбор по футбол на Франция след Анри.
Печели Златната топка в три последователни години (1983, 1984 и 1985), което тогава е прецедент в историята на отличието.

## Клубове
- Жоф, Франция (1966 – 1972; тренира)
- Нанси, Франция (1973 – 1979)
- АС Сент Етиен, Франция (1979 – 1982)
- Ювентус, Торино, Италия (1982 – 1987)

## Отличия

### Клубни
- 1978 Купа на Франция (Нанси)
- 1981 Шампионска титла във Франция (Сент-Етиен)
- 1981 Финалист за Купата на Франция (Сент-Етиен)
- 1982 Финалист за Купата на Франция (Сент-Етиен)
- 1983 Купа на Италия (Ювентус)
- 1983 Финалист за КЕШ (Ювентус)
- 1983 Топ-стрелец на Серия А (16 гола)
- 1983 Златна топка
- 1984 Шампионска титла в Италия (Ювентус)
- 1984 КНК (Ювентус)
- 1984 Суперкупа на Европа (Ювентус)
- 1984 Топ-стрелец на Серия А (20 гола)
- 1984 Златна топка
- 1985 КЕШ (Ювентус)
- 1985 Междуконтинентална купа (Ювентус)
- 1985 Топ-стрелец на Серия А (18 гола)
- 1985 Златна топка
- 1986 Шампионска титла на Италия (Ювентус)

### Национални
- Световно първенство по футбол през 1978: Групи
- Световно първенство по футбол през 1982: Четвърто място
- Европейско първенство по футбол 1984: Победител
- 1985 Междуконтинентална купа на нациите: Победител
- Световно първенство по футбол през 1986: Трето място

Има 72 мача и 41 гола за националния отбор на Франция, като в 49 от срещите е капитан.

## Статистика
| Клубно представяне | Клубно представяне | Клубно представяне | Първенство | Първенство | Купа            | Купа            | Континентални | Континентални | Общо   | Общо   |
| Сезон              | Клуб               | Първенство         | Мачове     | Голове     | Мачове          | Голове          | Мачове        | Голове        | Мачове | Голове |
| Франция            | Франция            | Франция            | Лига       | Лига       | Купа на Франция | Купа на Франция | Европа        | Европа        | Общо   | Общо   |
| ------------------ | ------------------ | ------------------ | ---------- | ---------- | --------------- | --------------- | ------------- | ------------- | ------ | ------ |
| 1972–73            | Нанси              | Дивизия 1          | 4          | 2          | -               | -               | -             | -             | 4      | 2      |
| 1973–74            | Нанси              | Дивизия 1          | 21         | 2          | 3               | 0               | -             | -             | 24     | 2      |
| 1974 – 75          | Нанси              | Дивизия 2          | 32         | 17         | 6               | 13              | -             | -             | 38     | 30     |
| 1975–76            | Нанси              | Division 1         | 31         | 22         | 7               | 6               | -             | -             | 38     | 28     |
| 1976–77            | Нанси              | Division 1         | 38         | 25         | 1               | 0               | -             | -             | 39     | 25     |
| 1977–78            | Нанси              | Division 1         | 36         | 18         | 10              | 7               | -             | -             | 46     | 25     |
| 1978–79            | Нанси              | Division 1         | 19         | 12         | 5               | 3               | -             | -             | 24     | 15     |
| 1979–80            | Сент Етиен         | Дивизия 1          | 33         | 16         | 7               | 5               | 7             | 5             | 47     | 26     |
| 1980–81            | Сент Етиен         | Дивизия 1          | 35         | 20         | 10              | 5               | 7             | 4             | 52     | 29     |
| 1981–82            | Сент Етиен         | Дивизия 1          | 36         | 22         | 8               | 5               | 2             | 0             | 46     | 27     |
| Италия             | Италия             | Италия             | Първенство | Първенство | Купа на Италия  | Купа на Италия  | Европа        | Европа        | Общо   | Общо   |
| 1982–83            | Ювентус            | Серия А            | 30         | 16         | 9               | 7               | 9             | 5             | 48     | 28     |
| 1983–84            | Ювентус            | Серия А            | 28         | 20         | 7               | 3               | 8             | 2             | 43     | 25     |
| 1984–85            | Ювентус            | Серия А            | 30         | 18         | 9               | 4               | 9             | 7             | 48     | 29     |
| 1985–86            | Ювентус            | Серия А            | 30         | 12         | 6               | 1               | 6             | 3             | 42     | 16     |
| 1986–87            | Ювентус            | Серия А            | 29         | 2          | 8               | 1               | 4             | 2             | 41     | 5      |
| Общо               | Франция            | Франция            | 285        | 156        | 57              | 44              | 16            | 9             | 358    | 209    |
| Общо               | Италия             | Италия             | 147        | 68         | 39              | 16              | 36            | 19            | 222    | 103    |
| Общо за кариерата  | Общо за кариерата  | Общо за кариерата  | 432        | 224        | 96              | 60              | 52            | 28            | 580    | 312    |

| Национален отбор по футбол на Франция | Национален отбор по футбол на Франция | Национален отбор по футбол на Франция |
| Година                                | Мачове                                | Голове                                |
| ------------------------------------- | ------------------------------------- | ------------------------------------- |
| 1976                                  | 5                                     | 4                                     |
| 1977                                  | 7                                     | 2                                     |
| 1978                                  | 6                                     | 4                                     |
| 1979                                  | 4                                     | 2                                     |
| 1980                                  | 6                                     | 5                                     |
| 1981                                  | 4                                     | 2                                     |
| 1982                                  | 10                                    | 4                                     |
| 1983                                  | 4                                     | 1                                     |
| 1984                                  | 10                                    | 13                                    |
| 1985                                  | 6                                     | 2                                     |
| 1986                                  | 9                                     | 2                                     |
| 1987                                  | 1                                     | 0                                     |
| Общо                                  | 72                                    | 41                                    |

## Треньорска дейност
- 1988 – 1992 г. – треньор на националния отбор на Франция
- Европейско първенство по футбол 1992: групи

## Президент на УЕФА
Като президент на УЕФА Платини променя формата на европейското първенство по футбол. През 2016 г. броят на участниците ще нарасне от 16 на 24, а през 2021 г. първенството ще се проведе в 13 държави вместо в една или две както преди това. 
През 2016 г. Платини подава оставка като президент на УЕФА, след като е наказан с изключване от футбола за 6 години заради това, че бившият президент на ФИФА Сеп Блатер му е превел 2 милиона швейцарски франка. Платини обжалва пред Спортния арбитражен съд (КАС) в Лозана, но съдът само намалява наказанието на 4 години и той се оттегля от поста. Платини обявява, че е разочарован от решението и на следващия конгрес на УЕФА ще депозира официално оставката си. На Евро 2016 не е допуснат до официалната ложа и може да посещава стадионите като обикновен зрител. 